# Afusellades de Sainte-Gemmes-sur-Loire
Els afusellaments a Sainte-Gemmes-sur-Loire van tenir lloc del 27 de desembre de 1793 al 12 de gener de 1794, durant la guerra de Vendée.

## Procés
Sainte-Gemmes-sur-Loire és un dels llocs d'execucions massives durant el regnat del terror. S'hi van produir quatre afusellaments entre el 27 de desembre de 1793 i el 12 de gener de 1794 en un lloc anomenat "la Grande Prée".
A continuació, de l'afusellament els cossos de les víctimes són llençats al Loira. Tres cadàvers llençats aigües avall a Ingrandes estan enterrats a les sorres de l'illa de Mesurage.

## Pèrdues humanes
L'any 2007, Jacques Hussenet va indicar que tots els autors consultats van reportar entre 1.500 i 1.800 morts. Considera que "aquesta valoració requeriria, però, un nou examen exhaustiu".